# National Commission on Population
National Population Commission (राष्ट्रीय जनसंख्या आयोग) es un organismo del gobierno de la India creado el 11 de mayo de 2000.

## Objetivo
La comisión tiene el mandato de revisar, monitorear y dar dirección para la implementación de la Política Nacional de Población con el objetivo de alcanzar los objetivos establecidos en la Política de Población, que son:
- Promover la sinergia entre los programas de salud, educación ambiental y desarrollo a fin de acelerar la estabilización de la población
- Promover la coordinación intersectorial en la planificación e implementación de los programas a través de diferentes sectores y agencias en el centro y los estados
- Desarrollar un programa para apoyar este esfuerzo nacional.[1]

## Miembros
Está presidido por el primer ministro del país y el vicepresidente de la Comisión de Planificación es el vicepresidente federal. Los principales ministros de todos los estados, los ministros, los secretarios de los departamentos interesados, médicos eminentes, demógrafos y varios representantes de la sociedad civil componen la comisión.